# Ivan Švejna
Ivan Švejna (ur. 20 listopada 1965) – słowacki ekonomista i polityk, wiceprzewodniczący partii Most-Híd, poseł do Rady Narodowej.

## Życiorys
Uzyskał wykształcenie ekonomiczne i prawnicze, był członkiem rady wydziału ekonomii Wyższej Szkoły Ekonomicznej w Pradze, następnie zaś dyrektorem generalnym w ministerstwie spraw społecznych i rodziny oraz doradcą burmistrza Bratysławy.
W 2009 został wiceprzewodniczącym nowo powstałej partii Most-Híd, z ramienia której uzyskał mandat posła do Rady Narodowej w wyborach w 2010. W wyborach w 2012 i 2016 uzyskiwał reelekcję. W 2016 nominowany na sekretarza stanu w resorcie pracy.
Działa w liberalnym Towarzystwie Montpelier, w 2001 organizował jego zjazd w Bratysławie, w którym uczestniczyli laureaci Nagrody Nobla z dziedziny ekonomii. Został prezesem Zrzeszenia Podatników Słowacji oraz przewodniczącym zarządu Fundacji im. Hayeka w Bratysławie. Autor artykułów o tematyce ekonomicznej.